# Гіларій
Святи́й Гіларій (лат. Hilarius; ? — 28 лютого 468, Рим, Римська імперія) — сорок шостий папа Римський (19 листопада 461—28 лютого 468), народився на Сардинії в Італії та був сином Кріспіна. Під час його понтифікату Римом правив германський вождь Ріцімер, який дозволив поширення аріанства. Гіларій боровся з напливом до Риму різних сект, зміцнював церковну структуру. Побудував базиліку Святого Лаврентія.